# FFII
The Foundation for a Free Information Infrastructure, FFII (Nadace pro svobodnou informační infrastrukturu) je organizace založena v německém Mnichově. Původně se zabývala zejména elektronickým zpracováním dat. V současné době se FFII aktivně účastní boje proti softwarovým patentům.
Příklady vybraných softwarových patentů udělených Evropským patentovým úřadem (EOP)
demonstruje FFII na stránce Patentovaný Evropský internetový obchod (Patented European webshop).